# Calcio Padova 2025-2026
Questa voce raccoglie le informazioni riguardanti il Calcio Padova nelle competizioni ufficiali della stagione 2025-2026.

## Stagione
La stagione 2025-2026 vede il Calcio Padova ritornare in Serie B in seguito alla vittoria del Girone A di Serie C nella scorsa stagione, partecipando per la quarantesima volta nella sua storia al campionato della serie cadetta la cui presenza mancava dalla stagione 2018-2019. Arrivato la scorsa stagione dopo l'esonero a Benevento ed aver traghettato la squadra verso la vittoria del campionato, viene confermato e rinnovato il contratto, fino al 30 giugno 2028, di Matteo Andreoletti nel vesti di allenatore dei biancoscudati. In seguito all'addio al termine della passata stagione di Niko Kirwan, viene promosso Lorenzo Crisetig come nuovo capitano del Calcio Padova, dopo aver già rivestito il ruolo di vice-capitano nella annata precedente e avendo indossato la fascia in oltre quindici occasioni.
Per il terzo anno di seguito è Pieve di Cadore la sede del ritiro pre-stagionale del Calcio Padova, svolto da sabato 12 luglio a sabato 26 luglio 2025, alloggiando presso l'Hotel Al Pelmo. Durante queste due settimane sono state programmate le prime tre amichevoli estive: domenica 20 luglio contro il Sottocastello, vinta per 14-0 con la tripletta di Seghetti, le doppiette di Bortolussi, Spagnoli e Varas e le reti di Capelli, Caporello, Ghiglione, Harder e Villa; giovedì 24 luglio contro la Torres e sabato 26 contro le Dolomiti Bellunesi, ma sono state entrambe successivamente annullate a causa del maltempo. Nel fine settimana successivo sono state programmate altre due amichevoli: sabato 2 agosto contro il Lecco, allo Stadio delle Terme di Abano Terme, terminata per 3-1 per i biancoscudati grazie alla doppietta di Fusi e alla rete di Varas; e domenica 3 agosto contro l'Atalanta U23, allo Stadio comunale di Caravaggio, terminata in parità per 1-1 con la rete di Ghiglione.
L'esordio ufficiale avviene il 10 agosto 2025 con il turno preliminare di Coppa Italia dove il Padova ospita i cugini del Vicenza che riescono a battere i biancoscudati per 2-0 grazie alle reti di Capello e Caferri. Vista la precoce eliminazione nella coppa nazionale, i patavini scendono in campo in un'ultima amichevole precampionato il sabato successivo battendo per 2-0 il Mestre con il rigore di Buonaiuto e la rete di Favale.

## Divise e sponsor
Per la sesta stagione consecutiva lo sponsor tecnico è Macron, mentre i main partners sono Servizio Energetico Italiano e Facile Energy Luce e Gas. Il back sponsor è Energetika mentre il shorts sponsor è Sirman. Il principale tessuto di tutte le maglie è l’Eco Gotex con la presenza del pannello posteriore in Eco Baimi e gli inserti in Eco Mesh.
Il 22 luglio è stata presentata la nuova prima divisa della stagione 2025-2026. Di colore bianco come da tradizione, il colletto è a V ed è bordato di rosso. La maglia è caratterizzata dalla presenza di due fini bande rosse che seguono il profilo delle spalle sia frontalmente che posteriormente, assottigliandosi fino a sparire proprio all’altezza dell’inizio della manica. Il kit è completato da pantaloncini bianchi con riga rossa sul bordo coscia e banda rossa sui fianchi a richiamare la grafica presente sulle spalle. I calzettoni bianchi hanno una fine riga rossa orizzontale sul bordo superiore.
Allo stesso tempo, è stata presentata anche la seconda divisa da gara. Il colore principale rimane il rosso, come nelle stagioni passate, con il colletto a V bianco caratterizzato da fini righe rosse. Il design è a bande verticali in due tonalità di rosso, separate da sottili strisce bianche che creano un effetto gessato ed all’interno delle bande in rosso più scuro è presente una grafica, tono su tono, ad effetto punteggiato. I pantaloncini sono rossi con coulisse bianche, i calzettoni riprendono, in orizzontale, la grafica della maglia a bande con tonalità differenti di rosso e hanno il bordo superiore bianco con fini righe orizzontali, sempre rosse.

## Rosa
Rosa aggiornata al 19 agosto 2025.
| N. |                      | Ruolo | Calciatore          |
| -- | -------------------- | ----- | ------------------- |
| 3  | Italia (bandiera)    | D     | Antonio Barreca     |
| 4  | Italia (bandiera)    | D     | Francesco Belli     |
| 5  | Italia (bandiera)    | D     | Marco Perrotta      |
| 6  | Italia (bandiera)    | C     | Lorenzo Crisetig () |
| 7  | Ecuador (bandiera)   | C     | Kevin Varas         |
| 8  | Italia (bandiera)    | C     | Pietro Fusi         |
| 9  | Italia (bandiera)    | A     | Alberto Spagnoli    |
| 10 | Argentina (bandiera) | C     | Alejandro Gómez     |
| 11 | Italia (bandiera)    | A     | Alessandro Seghetti |
| 12 | Italia (bandiera)    | P     | Michele Voltan      |
| 13 | Italia (bandiera)    | D     | Alessandro Boi      |
| 14 | Italia (bandiera)    | P     | Mattia Fortin       |
| 17 | Italia (bandiera)    | C     | Alessandro Capelli  |
| 18 | Italia (bandiera)    | D     | Paolo Ghiglione     |
| 19 | Italia (bandiera)    | A     | Nicola Valente      |
| 20 | Italia (bandiera)    | A     | Mattia Bortolussi   |
| 21 | Italia (bandiera)    | C     | Jacopo Bacci        |

| N. |                       | Ruolo | Calciatore            |
| -- | --------------------- | ----- | --------------------- |
| 22 | Italia (bandiera)     | P     | Nicolò Bensi          |
| 23 | Italia (bandiera)     | C     | Luca Di Maggio        |
| 24 | Italia (bandiera)     | C     | Edoardo Caporello     |
| 25 | Italia (bandiera)     | A     | Simone Russini        |
| 30 | Italia (bandiera)     | D     | Giulio Favale         |
| 33 | Italia (bandiera)     | C     | Daniele Baselli       |
| 41 | Brasile (bandiera)    | C     | Jonathan Silva        |
| 44 | Italia (bandiera)     | C     | Jonas Harder          |
| 55 | Italia (bandiera)     | D     | Lorenzo Villa         |
| 58 | Italia (bandiera)     | D     | Christian Pastina     |
| 72 | Italia (bandiera)     | D     | Carlo Faedo           |
| 77 | Italia (bandiera)     | C     | Francesco Tumiatti    |
| 92 | Italia (bandiera)     | A     | Cristian Buonaiuto    |
|    | Portogallo (bandiera) | P     | Louis Mouquet         |
|    | Italia (bandiera)     | D     | Filippo Sgarbi        |
|    | Italia (bandiera)     | P     | Alessandro Sorrentino |

## Organigramma societario
Area direttiva
- Presidente: Francesco Peghin
- Amministratore delegato: Alessandra Bianchi
- Consiglieri: Moreno Beccaro, Andreea Koenig, Giampaolo Salot
- Consiglieri con delega al Settore Giovanile: Luca Destro
- Consiglieri con delega alla comunicazione e relazioni esterne: Gianni Potti

Area Amministrativa
- Segretario generale: Fabio Pagliani
- Segretario sportivo: Michele Capovilla
- Amministrazione: Benedetto Facchinato
- Responsabile settore giovanile: Carlo Sabatini
- Segretario sportivo settore giovanile: Alessandro Spinello
- Responsabile biglietteria: Riccardo Zanetto
- Supporter Liaison Officer (SLO): Cesare Lissari

Area comunicazione e marketing
- Responsabile commerciale: Enrico Corvaglia
- Responsabile marketing: Carlo Franceschi
- Responsabile ufficio stampa, web editor e social media manager: Dante Piotto

Area tecnica
- Direttore sportivo: Massimiliano Mirabelli
- Allenatore: Matteo Andreoletti
- Allenatore in seconda: Nicola Tarroni
- Collaboratore dell'Area tecnica: Sandro Porchia, Sergio Brigo
- Collaboratore tecnico: Luca Di Lauri
- Preparatori atletici: Matteo Zambello, Andrea Molteni, Giovanni Scampini
- Preparatore dei portieri: Adriano Zancopè
- Team manager: Rudy Ravaioli, Andrea Bonfanti
- Match analyst: Francesco Perrone
- Dirigente accompagnatore: Rosario Ferrigno

Area sanitaria
- Responsabile: Luigi Munari
- Medici sociali: Alberto Rigon, Renzo Scaggiante
- Fisioterapisti: Marco Giulio Cosaro, Paolo Garolla, Felice Zuin

## Calciomercato

### Sessione estiva(dall'1/7 all'1/9)
| Acquisti         | Acquisti              | Acquisti            | Acquisti                         |
| R.               | Nome                  | da                  | Modalità                         |
| ---------------- | --------------------- | ------------------- | -------------------------------- |
| P                | Mattia Fortin         | Lens                | prestito                         |
| P                | Louis Mouquet         | Paris Saint-Germain | definitivo                       |
| P                | Alessandro Sorrentino | Monza               | prestito con diritto di riscatto |
| D                | Antonio Barreca       | Südtirol            | definitivo                       |
| D                | Paolo Ghiglione       | Salernitana         | prestito                         |
| D                | Christian Pastina     |                     | definitivo                       |
| P                | Filippo Sgarbi        | Cosenza             | definitivo                       |
| D                | Lorenzo Villa         | Juventus Next Gen   | prestito                         |
| C                | Daniele Baselli       |                     | definitivo                       |
| C                | Luca Di Maggio        | Inter U23           | prestito con opzione di riscatto |
| C                | Alejandro Gómez       |                     | definitivo                       |
| C                | Jonas Harder          | Fiorentina          | prestito                         |
| C                | Jonathan Silva        | Torino              | prestito                         |
| A                | Alessandro Seghetti   | Perugia             | definitivo (300 mila €)          |
| Altre operazioni |                       |                     |                                  |
| R.               | Nome                  | da                  | Modalità                         |
| D                | Andrea Antonello      | Adriese             | fine prestito                    |
| D                | Alessandro Boi        | Cjarlins Muzane     | fine prestito                    |
| D                | Daniele Grosu         | Treviso             | fine prestito                    |
| C                | Jacopo Bacci          | Empoli              | fine prestito                    |
| C                | Edoardo Caporello     | Sambiase            | fine prestito                    |
| A                | Andrea Beccaro        | Fossano             | fine prestito                    |
| A                | Tommaso Ghirardello   | Genoa               | fine prestito                    |

| Cessioni         | Cessioni                 | Cessioni           | Cessioni                   |
| R.               | Nome                     | a                  | Modalità                   |
| ---------------- | ------------------------ | ------------------ | -------------------------- |
| P                | Matteo Carniello         | Vigasio            | prestito                   |
| P                | Mattia Fortin            | Lens               | definitivo (1,5 milioni €) |
| P                | Pablo Mangiaracina-Lopez | Treviso            | prestito                   |
| D                | Andrea Antonello         | Dolomiti Bellunesi | prestito                   |
| D                | Filippo Delli Carri      | Monza              | definitivo (700 mila €)    |
| D                | Antonio Granata          | AZ Picerno         | definitivo                 |
| D                | Daniele Grosu            | Calvi Noale        | definitivo                 |
| D                | Niko Kirwan              | Trapani            | definitivo                 |
| D                | Luca Villa               | Salernitana        | definitivo                 |
| C                | Carmine Cretella         | Audace Cerignola   | definitivo                 |
| A                | Andrea Beccaro           | Bassano            | prestito                   |
| A                | Tommaso Ghirardello      | Gubbio             | definitivo (200 mila €)    |
| A                | Michael Liguori          | Salernitana        | definitivo                 |
| A                | Andrea Montrone          | Vigasio            | prestito                   |
| Altre operazioni |                          |                    |                            |
| R.               | Nome                     | a                  | Modalità                   |
| P                | Andrea Sala              | Crotone            | fine prestito              |
| D                | Roberto Pirrello         | Gubbio             | fine prestito              |
| C                | Nicolò Bianchi           |                    | svincolato                 |

## Risultati

### Serie B

#### Girone di andata
| Empoli 23 agosto 2025, ore 19:00 CEST 1ª giornata | Empoli | – referto | Padova | Stadio Carlo Castellani - Computer Gross Arena |

| Carrara 31 agosto 2025, ore 19:00 CEST 2ª giornata | Carrarese | – referto | Padova | Stadio dei Marmi |

| Padova 13 settembre 2025, ore 15:00 CEST 3ª giornata | Padova | – referto | Frosinone | Stadio Euganeo |

| Padova 20 settembre 2025, ore CEST 4ª giornata | Padova | – referto | Virtus Entella | Stadio Euganeo |

| Monza 27 settembre 2025, ore CEST 5ª giornata | Monza | – referto | Padova | U-Power Stadium |

| Padova 30 settembre 2025, ore CEST 6ª giornata | Padova | – referto | Avellino | Stadio Euganeo |

| Bari 4 ottobre 2025, ore CEST 7ª giornata | Bari | – referto | Padova | Stadio San Nicola |

| Catanzaro 18 ottobre 2025, ore CEST 8ª giornata | Catanzaro | – referto | Padova | Stadio Nicola Ceravolo |

| Padova 25 ottobre 2025, ore CEST 9ª giornata | Padova | – referto | Juve Stabia | Stadio Euganeo |

| La Spezia 28 ottobre 2025, ore CET 10ª giornata | Spezia | – referto | Padova | Stadio Alberto Picco |

| Padova 1° novembre 2025, ore CET 11ª giornata | Padova | – referto | Südtirol | Stadio Euganeo |

| Mantova 8 novembre 2025, ore CET 12ª giornata | Mantova | – referto | Padova | Stadio Danilo Martelli |

| Padova 22 novembre 2025, ore CET 13ª giornata | Padova | – referto | Venezia | Stadio Euganeo |

| Pescara 29 novembre 2025, ore CET 14ª giornata | Pescara | – referto | Padova | Stadio Adriatico-Giovanni Cornacchia |

| Padova 8 dicembre 2025, ore CET 15ª giornata | Padova | – referto | Cesena | Stadio Euganeo |

| Reggio Emilia 13 dicembre 2025, ore CET 16ª giornata | Reggiana | – referto | Padova | Mapei Stadium - Città del Tricolore |

| Padova 20 dicembre 2025, ore CET 17ª giornata | Padova | – referto | Sampdoria | Stadio Euganeo |

| Palermo 27 dicembre 2025, ore CET 18ª giornata | Palermo | – referto | Padova | Stadio Renzo Barbera |

| Padova 10 gennaio 2026, ore CET 19ª giornata | Padova | – referto | Modena | Stadio Euganeo |

#### Girone di ritorno
| Padova 17 gennaio 2026, ore CET 20ª giornata | Padova | – referto | Mantova | Stadio Euganeo |

| Bolzano 24 gennaio 2026, ore CET 21ª giornata | Südtirol | – referto | Padova | Stadio Druso |

| Padova 31 gennaio 2026, ore CET 22ª giornata | Padova | – referto | Monza | Stadio Euganeo |

| Castellammare di Stabia 7 febbraio 2026, ore CET 23ª giornata | Juve Stabia | – referto | Padova | Stadio Romeo Menti |

| Padova 10 febbraio 2026, ore CET 24ª giornata | Padova | – referto | Carrarese | Stadio Euganeo |

| Genova 14 febbraio 2026, ore CET 25ª giornata | Sampdoria | – referto | Padova | Stadio Luigi Ferraris |

| Padova 21 febbraio 2026, ore CET 26ª giornata | Padova | – referto | Bari | Stadio Euganeo |

| Modena 28 febbraio 2026, ore CET 27ª giornata | Modena | – referto | Padova | Stadio Alberto Braglia |

| Padova 3 marzo 2025, ore CET 28ª giornata | Padova | – referto | Spezia | Stadio Euganeo |

| Avellino 7 marzo 2026, ore CET 29ª giornata | Avellino | – referto | Padova | Stadio Partenio-Adriano Lombardi |

| Padova 14 marzo 2026, ore CET 30ª giornata | Padova | – referto | Catanzaro | Stadio Euganeo |

| Venezia 17 marzo 2026, ore CET 31ª giornata | Venezia | – referto | Padova | Stadio Pier Luigi Penzo |

| Padova 21 marzo 2026, ore CET 32ª giornata | Padova | – referto | Palermo | Stadio Euganeo |

| Frosinone 6 aprile 2026, ore CEST 33ª giornata | Frosinone | – referto | Padova | Stadio Benito Stirpe |

| Padova 11 aprile 2025, ore CEST 34ª giornata | Padova | – referto | Empoli | Stadio Euganeo |

| Padova 18 aprile 2026, ore CEST 35ª giornata | Padova | – referto | Reggiana | Stadio Euganeo |

| Chiavari 25 aprile 2026, ore CEST 36ª giornata | Virtus Entella | – referto | Padova | Stadio Enrico Sannazzari |

| Padova 1° maggio 2026, ore CEST 37ª giornata | Padova | – referto | Pescara | Stadio Euganeo |

| Cesena 9 maggio 2026, ore CEST 38ª giornata | Cesena | – referto | Padova | Orogel Stadium-Dino Manuzzi |

### Coppa Italia

#### Turni eliminatori
| Arbitro: | Madonia (Palermo) |

|  |           |                         |
|  | Marcatori | 14’ Capello 46’ Caferri |

## Statistiche

### Statistiche di squadra
Aggiornate al 10 agosto 2025.
| Competizione | Punti | In casa | In casa | In casa | In casa | In casa | In casa | In trasferta | In trasferta | In trasferta | In trasferta | In trasferta | In trasferta | Totale | Totale | Totale | Totale | Totale | Totale | D.R. |
| Competizione | Punti | G       | V       | N       | P       | Gf      | Gs      | G            | V            | N            | P            | Gf           | Gs           | G      | V      | N      | P      | Gf     | Gs     | D.R. |
| ------------ | ----- | ------- | ------- | ------- | ------- | ------- | ------- | ------------ | ------------ | ------------ | ------------ | ------------ | ------------ | ------ | ------ | ------ | ------ | ------ | ------ | ---- |
| Serie B      | 0     | 0       | 0       | 0       | 0       | 0       | 0       | 0            | 0            | 0            | 0            | 0            | 0            | 0      | 0      | 0      | 0      | 0      | 0      | 0    |
| Coppa Italia | -     | 1       | 0       | 0       | 1       | 0       | 2       | 0            | 0            | 0            | 0            | 0            | 0            | 1      | 0      | 0      | 1      | 0      | 2      | -2   |
| Totale       | -     | 1       | 0       | 0       | 1       | 0       | 2       | 0            | 0            | 0            | 0            | 0            | 0            | 1      | 0      | 0      | 1      | 0      | 2      | -2   |

### Andamento in campionato
| Giornata  | 1 | 2 | 3 | 4 | 5 | 6 | 7 | 8 | 9 | 10 | 11 | 12 | 13 | 14 | 15 | 16 | 17 | 18 | 19 | 20 | 21 | 22 | 23 | 24 | 25 | 26 | 27 | 28 | 29 | 30 | 31 | 32 | 33 | 34 | 35 | 36 | 37 | 38 |
| --------- | - | - | - | - | - | - | - | - | - | -- | -- | -- | -- | -- | -- | -- | -- | -- | -- | -- | -- | -- | -- | -- | -- | -- | -- | -- | -- | -- | -- | -- | -- | -- | -- | -- | -- | -- |
| Luogo     | T | T | C | C | T | C | T | T | C | T  | C  | T  | C  | T  | C  | T  | C  | T  | C  | C  | T  | C  | T  | C  | T  | C  | T  | C  | T  | C  | T  | C  | T  | C  | C  | T  | C  | T  |
| Risultato |   |   |   |   |   |   |   |   |   |    |    |    |    |    |    |    |    |    |    |    |    |    |    |    |    |    |    |    |    |    |    |    |    |    |    |    |    |    |
| Posizione |   |   |   |   |   |   |   |   |   |    |    |    |    |    |    |    |    |    |    |    |    |    |    |    |    |    |    |    |    |    |    |    |    |    |    |    |    |    |

Legenda:

Luogo: C = Casa; T = Trasferta. Risultato: V = Vittoria; N = Pareggio; P = Sconfitta.

### Statistiche dei giocatori
| Giocatore     | Serie B  | Serie B | Serie B     | Serie B    | Coppa Italia | Coppa Italia | Coppa Italia | Coppa Italia | Totale   | Totale | Totale      | Totale     |
| Giocatore     | Presenze | Reti    | Ammonizioni | Espulsioni | Presenze     | Reti         | Ammonizioni  | Espulsioni   | Presenze | Reti   | Ammonizioni | Espulsioni |
| ------------- | -------- | ------- | ----------- | ---------- | ------------ | ------------ | ------------ | ------------ | -------- | ------ | ----------- | ---------- |
| J. Bacci      | 0        | 0       | 0           | 0          | -            | -            | -            | -            | 0        | 0      | 0           | 0          |
| A. Barreca    | 0        | 0       | 0           | 0          | 1            | 0            | 0            | 0            | 1        | 0      | 0           | 0          |
| D. Baselli    | 0        | 0       | 0           | 0          | 1            | 0            | 0            | 0            | 1        | 0      | 0           | 0          |
| F. Belli      | 0        | 0       | 0           | 0          | 1            | 0            | 0            | 0            | 1        | 0      | 0           | 0          |
| N. Bensi      | 0        | 0       | 0           | 0          | 0            | 0            | 0            | 0            | 0        | 0      | 0           | 0          |
| M. Bortolussi | 0        | 0       | 0           | 0          | 1            | 0            | 0            | 0            | 1        | 0      | 0           | 0          |
| A. Boi        | 0        | 0       | 0           | 0          | 0            | 0            | 0            | 0            | 0        | 0      | 0           | 0          |
| C. Buonaiuto  | 0        | 0       | 0           | 0          | 1            | 0            | 0            | 0            | 1        | 0      | 0           | 0          |
| A. Capelli    | 0        | 0       | 0           | 0          | -            | -            | -            | -            | 0        | 0      | 0           | 0          |
| E. Caporello  | 0        | 0       | 0           | 0          | 0            | 0            | 0            | 0            | 0        | 0      | 0           | 0          |
| L. Crisetig   | 0        | 0       | 0           | 0          | 1            | 0            | 0            | 0            | 1        | 0      | 0           | 0          |
| L. Di Maggio  | 0        | 0       | 0           | 0          | 1            | 0            | 0            | 0            | 1        | 0      | 0           | 0          |
| C. Faedo      | 0        | 0       | 0           | 0          | 1            | 0            | 0            | 0            | 1        | 0      | 0           | 0          |
| G. Favale     | 0        | 0       | 0           | 0          | 0            | 0            | 0            | 0            | 0        | 0      | 0           | 0          |
| M. Fortin     | 0        | 0       | 0           | 0          | 1            | -2           | 0            | 0            | 1        | -2     | 0           | 0          |
| P. Fusi       | 0        | 0       | 0           | 0          | 1            | 0            | 0            | 0            | 1        | 0      | 0           | 0          |
| P. Ghiglione  | 0        | 0       | 0           | 0          | 1            | 0            | 0            | 0            | 1        | 0      | 0           | 0          |
| A. Gómez      | 0        | 0       | 0           | 0          | -            | -            | -            | -            | 0        | 0      | 0           | 0          |
| J. Harder     | 0        | 0       | 0           | 0          | 0            | 0            | 0            | 0            | 0        | 0      | 0           | 0          |
| L. Mouquet    | 0        | 0       | 0           | 0          | 0            | 0            | 0            | 0            | 0        | 0      | 0           | 0          |
| C. Pastina    | 0        | 0       | 0           | 0          | 1            | 0            | 1            | 0            | 1        | 0      | 1           | 0          |
| M. Perrotta   | 0        | 0       | 0           | 0          | 1            | 0            | 0            | 0            | 1        | 0      | 0           | 0          |
| S. Russini    | 0        | 0       | 0           | 0          | -            | -            | -            | -            | 0        | 0      | 0           | 0          |
| A. Seghetti   | 0        | 0       | 0           | 0          | 1            | 0            | 0            | 0            | 1        | 0      | 0           | 0          |
| F. Sgarbi     | 0        | 0       | 0           | 0          | -            | -            | -            | -            | 0        | 0      | 0           | 0          |
| J. Silva      | 0        | 0       | 0           | 0          | -            | -            | -            | -            | 0        | 0      | 0           | 0          |
| A. Sorrentino | 0        | 0       | 0           | 0          | -            | -            | -            | -            | 0        | 0      | 0           | 0          |
| A. Spagnoli   | 0        | 0       | 0           | 0          | 0            | 0            | 0            | 0            | 0        | 0      | 0           | 0          |
| F. Tumiatti   | 0        | 0       | 0           | 0          | 0            | 0            | 0            | 0            | 0        | 0      | 0           | 0          |
| N. Valente    | 0        | 0       | 0           | 0          | -            | -            | -            | -            | 0        | 0      | 0           | 0          |
| K. Varas      | 0        | 0       | 0           | 0          | 1            | 0            | 0            | 0            | 1        | 0      | 0           | 0          |
| L. Villa      | 0        | 0       | 0           | 0          | 1            | 0            | 0            | 0            | 1        | 0      | 0           | 0          |
| M. Voltan     | 0        | 0       | 0           | 0          | 0            | 0            | 0            | 0            | 0        | 0      | 0           | 0          |

## Giovanili

### Organigramma Settore Giovanile
Responsabili d'Area
- Presidente Settore Giovanile: Luca Destro
- Responsabile Settore Giovanile: Carlo Sabatini
- Coordinatore Settore Giovanile: Ottorino Cavinato
- Responsabile attività di base: Alberto Piva
- Responsabile organizzativo: Michele Capovilla
- Responsabile scouting e tecnico affiliate: Lorenzo Bedin
- Responsabile affiliate: Angelo Montrone
- Segretario sportivo: Alessandro Spinello

Area portieri
- Responsabile Area Portieri: Andrea Cano
- Preparatore dei portieri: Federico Bee
- Preparatore dei portieri: Riccardo Ongarato
- Preparatore dei portieri: Yuri Salvò
- Collaboratore tecnico: Francesco Amato

Area sanitaria e psicologica
- Responsabile Staff Medico: Edoardo Santinello
- Medico: Alessandro Dal Monico
- Medico: Francesco Di Donato
- Medico: Daniel Alexandru Suru
- Fisioterapista: Edoardo Carraro
- Fisioterapista: Andrea Schiavo
- Fisioterapista: Alberto Tonellato
- Responsabile Area Psicologica: Cinzia Mattiolo

Area tecnica
Settore giovanile
- Primavera
  - Allenatore: Pier Luca Cincione
  - Allenatore in seconda: Marco Dal Moro
  - Preparatore atletico: Antonio Biancucci

- Under-17
  - Allenatore: Roberto Curci
  - Collaboratore tecnico: Daniele Longato
  - Preparatore atletico: Luigi Celiento

- Under-16
  - Allenatore: Elisa Camporese
  - Collaboratore tecnico: Piero Violato
  - Preparatore atletico: Tommaso Silvestrini
  - Preparatore dei portieri: Jacopo Bagherini

- Under-15
  - Allenatore: Lorenzo Bedin
  - Collaboratore tecnico: Francesco Ciullo
  - Preparatore atletico: Giovanni De Poli
  - Match analyst: Marco Lissandrin

### Piazzamenti
- Primavera:
  - Campionato: (da disputare)
  - Coppa Italia: Primo Turno Preliminare

- Under-17:
  - Campionato: (da disputare)

- Under-16:
  - Campionato: (da disputare)

- Under-15:
  - Campionato: (da disputare)